# Cymothoa exigua
El comelenguas es un isópodo de la familia de los cimotoidos. Se trata de un parásito que se adhiere a la lengua de su pez anfitrión mediante sus tres pares de patas delanteras, y bebe de la arteria que suministra de sangre a este órgano. Con el tiempo, la lengua se atrofia y desintegra, y el crustáceo reemplaza la función del órgano con su propio cuerpo y controla desde ahí la tensión sanguínea del sistema circulatorio del anfitrión. El pez puede utilizar al parásito como si fuera una lengua normal, y no recibe mayor daño, pues Cymothoa exigua se nutre de las mucosas del pez. No parece mostrar especial interés en la comida que este ingiere.

## Distribución
Su distribución está bastante extendida. Se puede encontrar desde el Golfo de California hacia el sur hasta el norte del Golfo de Guayaquil en Ecuador. Este isópodo se conocen como parásitos de 7 especies del orden Perciformes: tres pargos (Lutjanidae), un ronco (Haemulidae), y tres corvinas (Sciaenidae); y una especie de orden Atheriniformes de la familia(Atherinidae). Nuevos peces huéspedes se encontraron desde Costa Rica que incluyen el pargo colorado (Lutjanus colorado) y el pargo de Jordania (Lutjanus jordani).

## Reproducción
Se reproducen sexualmente pero en la actualidad no se sabe mucho acerca de su vida de padres. A medida que maduran, se convierten en hembras; el apareamiento probablemente ocurre en las branquias. Si no hay presente una hembra, sino solo dos machos, uno de ellos puede convertirse en una hembra después de que crezca hasta los 10 mm de longitud. La hembra se abre camino a la boca del pez, donde utiliza sus garras delanteras para adherirse a la lengua del pez. Es probable que los jóvenes primero se adhieran a las branquias de un pez y luego se conviertan en machos. Se trata del único parásito conocido que sustituye con éxito un órgano de su anfitrión.